# .mu
.mu — в Інтернеті, національний домен верхнього рівня (ccTLD) для Маврикія.
Сайт відомої англійської музичної групи Muse зареєстровано на цьому домені.

## Домени 2-го та 3-го рівнів
В цьому національному домені нараховується близько 1,370,000 вебсторінок (станом на січень 2007 року).
У наш час використовуються та приймають реєстрації доменів 3-го рівня такі доменні суфікси (відповідно, існують такі домени 2-го рівня):
| Суфікс  | Регламентовані користувачі                                            |
| .ac.mu  | Наукові та дослідницькі установи, коледжі, університети або інститути |
| .co.mu  | Комерційні установи, корпорації                                       |
| .com.mu | Комерційні установи, корпорації                                       |
| .gov.mu | Державні та урядові установи                                          |
| .net.mu | Провайдери, організації, пов'язані з мережами                         |